# Марин Пенков
Марин Илиев Пенков (Здравко) е деец на РМС и БРП (к). Участник в Съпротивителното движение по време на Втората световна война. Български партизанин от Народна бойна дружина „Чавдар“.

## Биография
Марин Пенков е роден на 8 юни 1915 г. в с. Българене, Ловешко. Прогимназиално образование завършва в родното си село, а средно в Ловешката смесена гимназия „Цар Борис III“ (1934). В гимназията е приет за организиран член на РМС и участва в марксистки кръжоци. Много добър ученик и самодеец в гимназиалния театрален и оперетен състав. Пише стихове и свири на цигулка. След завръщането на село работи в стопанството на родителите, изявява се в местното читалище и младежката кооперативна група. През 1941 г. е приет за студент в Софийския университет, специалност педагогика. Организиран член на БОНСС.
Потърсен за полицейски арест през ноември 1941 г. преминава в нелегалност и е сред първите партизани в Ловешко. Един от създателите на първата партизанска бойна единица (1941) и на Народна бойна дружина „Чавдар“ (1943). Участва в акциите. Организира съпротивителното движение в източния район и в състава на I чета на дружината. Член на БРП (к). Осъден е задочно на смърт по ЗЗД. Публикува публицистични статии в партизанските вестници „Истина“ и „Младеж“, на които е и редактор. Адаптира от популярна руска песен музиката на марш на ловешките партизани „Чавдарци“, текстът е по едноименното стихотворение на Христо Кърпачев.
На 17 май 1943 г. попада на полицейска засада в родното си село. При престрелката е тежко ранен и заловен. Осъден е втори път на смърт по ЗЗД. Обесен е в Плевенския затвор на 29 октомври 1943 г.